# Jan Verner Hansen
Jan Verner Hansen (Køge, 4 febbraio 1961) è un ex calciatore danese, di ruolo centrocampista.

## Carriera

### Club
Hansen giocò con la maglia del Brønshøj, prima di passare allo Herfølge. Dal 1982 al 1984, fu in forza allo Hvidovre. Nel 1985, fu ingaggiato dai norvegesi del Viking. Esordì nella 1. divisjon, all'epoca massima divisione del campionato locale, in data 16 maggio: fu titolare nella vittoria per 3-0 sul Kongsvinger. L'anno seguente tornò al Brønshøj, dove rimase fino al 1989.